# Markus Grasl

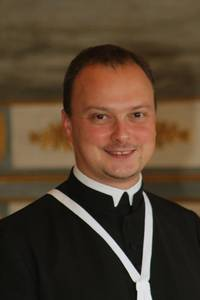
Propst Markus Grasl

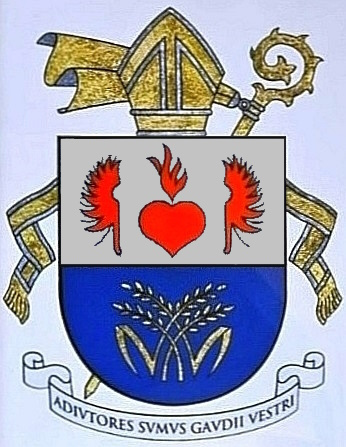
Wappen Markus Grasls als Propst des Stiftes Reichersberg

Markus Grasl CanReg (* 26. August 1980 in Pitten-Inzenhof, Österreich als Stefan Grasl) ist ein österreichischer römisch-katholischer Ordenspriester. Seit 2016 ist er  Prälat und 74. Propst sowie 16. Lateranensischer Abt des Stiftes Reichersberg.

## Leben
Stefan Grasl wuchs in der Pfarre Pitten auf, die seit 1456 dem Stift Reichersberg inkorporiert ist. Nach seiner Matura an der HTL Wiener Neustadt im Fachbereich Energietechnik und Leistungselektronik trat er 2001 in das Noviziat des Augustinerchorherrn-Stiftes Reichersberg ein. Im Jahr 2006 legte er in die Hände von Propst Werner Thanecker die ewige Profess ab. Den Studien der katholischen Theologie an der Universität Salzburg folgten die Diakonenweihe 2009 sowie die Priesterweihe durch Bischof Alois Schwarz 2010. Bis 2015 wirkte Grasl seelsorglich in diversen Stiftspfarren, unter anderem in Reichersberg und Kirchdorf am Inn.
Am 13. Mai 2016 wählte das Kapitel der Chorherrn von Stift Reichersberg, unter dem Vorsitz des Propstes von Stift Vorau, Prälat Gerhard Rechberger, Grasl zu seinem 74. Propst. Er folgte Gerhard Eichinger nach, der das Stift seit 2011 als Administrator leitete. Die Abtsbenediktion empfing er am 21. August 2016 durch den Diözesanbischof von Linz, Manfred Scheuer, in der Stiftskirche von Reichersberg.
Propst Markus Grasl ist Pfarrer von Kirchdorf am Inn, Mörschwang und St. Georgen bei Obernberg am Inn.
Mit 1. Oktober 2022 wurde Grasl zum Apostolischen Kommissar des Augustiner-Chorfrauen Klosters Goldenstein ernannt.
Am 11. Jänner 2024 wurde Propst Markus beim Generalkapitel der Österreichischen Chorherren-Kongregation im Stift St. Florian zum Konvisitator (Stellvertreter des Generalabtes) gewählt.